# Кенеди (окръг, Тексас)
Вижте пояснителната страница за други значения на Кенеди.
Окръг Кенеди (на английски: Kenedy County) е окръг в щата Тексас, Съединени американски щати. Площта му е 5040 km², а населението - 414 души (2000). Административен център е град Сарита.